# Lapenty
Lapenty  là một xã thuộc tỉnh Manche trong vùng Normandie tây bắc nước Pháp. Xã này nằm ở khu vực có độ cao từ 65-198 mét trên mực nước biển.